# Surrounded by Seasons
Surrounded by Seasons är det svenska emobandet Leiahs andra studioalbum, utgivet 2001 på belgiska Genet Records.

## Låtlista
1. "Colours Run Statics"
2. "Delta"
3. "Wings and Ever"
4. "Week End"
5. "Vers X 4"
6. "Channel"
7. "Aremid"
8. "Over and Out"
9. "Skyler Is Skyler"
10. "Stow"

### Fotnoter
1. ↑  ”Surrounded by Seasons”. Discogs.com. http://www.discogs.com/Leiah-Surrounded-By-Seasons/release/2386684. Läst 3 april 2012.